# Nem chua rán
Nem chua rán là một loại nem làm từ thịt lợn xay và bì lợn theo công thức cũng như quy trình khá gần gũi với nem chua và được rán vàng trong dầu ăn (hoặc nướng). Là đặc sản ẩm thực đường phố của Hà Nội, món ăn vặt không chua mà béo ngậy và thơm ngon này hấp dẫn nhiều giới, đặc biệt là các bạn trẻ. Có thể nói rằng trong số những món quà vặt ưa thích của thanh niên Hà Nội đương thời, nem chua rán là món tuy ra đời muộn nhưng lại gây được "ảnh hưởng" nhanh nhất và rộng nhất, lần lượt vượt qua những món truyền thống như sữa chua, hoa quả dầm, sinh tố, kem lạnh. Các hàng bán nem chua rán nổi tiếng hiện nay trong nội đô Hà Nội dễ dàng được tìm thấy nơi ngõ Tạm Thương trên đường Hàng Bông, phố Tạ Hiện, trường Việt Đức, phố Hàng Bạc, phố Trần Xuân Soạn v.v.
Tuy món ăn được biết đến thông dụng với tên gọi "nem chua rán", nhưng người nội trợ không thể sử dụng nem chua (loại nem vốn bọc kín trong lá chuối để ủ lên men chua và ăn không cần qua lửa chế biến) để rán vì thành phẩm sẽ bị bở rời, các sợi bì trong nem bị chảy ra nổ lốp bốp, và vị chua của nem dường như cũng trở nên gắt hơn. Nem đem rán phải được làm theo quy trình riêng; trộn gia vị như nem chua nhưng không ủ lên men (vì vậy chính xác ra phải gọi đây là nem ngọt rán) ; không bọc trong lá chuối mà quấn bằng màng bọc thực phẩm thành từng thanh; trữ lạnh; và chỉ khi sắp ăn mới đem ra lăn qua bột chiên rồi rán lên.

## Nguyên liệu

### Nguyên liệu làm nem
Thịt làm nem bao gồm thịt nạc xay và bì lợn thái nhỏ. Hai phần thịt được ưa chuộng sử dụng nhất là thịc nạc mông (cho nem màu hồng hấp dẫn), hay nạc vai (có mỡ khiến nem mềm và không bị khô xác). Thịt cần được chọn loại càng mới càng tốt vì khi xay, quết thịt sẽ dai và nem sẽ giòn, ngọt hơn. Thịt vừa lấy từ con lợn mới mổ, vẫn còn nóng hổi là tốt nhất. Người thực hiện cũng có thể sử dụng giò sống, tuy nhiên nem sẽ không ngon bằng thịt tự xay vì cho thành phẩm ăn từa tựa như thịt viên hay giò sống rán.
Ngoài thịt lợn, thịt bò hay thịt bê cũng là một lựa chọn tốt cho món nem chua rán. Một công thức với một nửa thịt lợn và một nửa thịt bò trộn lẫn, thường thấy trong những công thức làm nem của những người nội trợ cầu kỳ.
Không có một quy tắc cố định về lượng bì lợn trong tương quan với lượng thịt. Có công thức sử dụng 500g thịt nạc + 300g bì hay 500g thịt nạc + 240g bì; công thức khác lại dùng 300g thịt nạc + 300g bì>; có nơi linh hoạt hơn khi ghi 500-600g thịt nạc + 200-300g bì
Các nguyên liệu và gia vị khác bao gồm đường, muối, nước mắm ngon, hạt nêm, tỏi, hạt tiêu, bột năng. Do nem còn được tẩm bột (vốn thường có sẵn chút muối) và khi ăn lại chấm tương ớt, lượng đường cho vào làm nem nên nhiều hơn muối, nước mắm, hạt nêm để tránh cho món ăn quá mặn.
Một số gia vị khác cũng có thể được bổ sung vào trong quá trình làm nem như ớt, tỏi phi vàng, thính gạo, rượu trắng mạnh (vodka, rum), thậm chí cả loại bột gia vị trộn sẵn chuyên dụng làm nem chua (sản phẩm của Thái Lan). Tuy nhiên đây là những nguyên liệu không cốt yếu, bắt buộc, chỉ được sử dụng theo sở thích, thói quen hay khẩu vị của người chế biến.
Cuối cùng, bột chiên tôm, bột mì hoặc bột chiên xù là nguyên liệu cần thiết để bao vỏ nem trước khi đưa nem vào chảo rán. Với nem nướng thì bỏ qua công đoạn tẩm bột này.

### Thực phẩm ăn kèm
Thực phẩm ăn kèm nem chua rán bao gồm tương ớt (tại các cửa hàng thường có loại tương ớt được chủ hàng pha riêng nhưng trong gia đình thì chỉ cần tương ớt bán chai có sẵn trong các cửa hàng thực phẩm) và một số loại rau dưa như dưa chuột (dưa leo), củ đậu, xoài xanh.

## Thực trạng nem chua rán đường phố

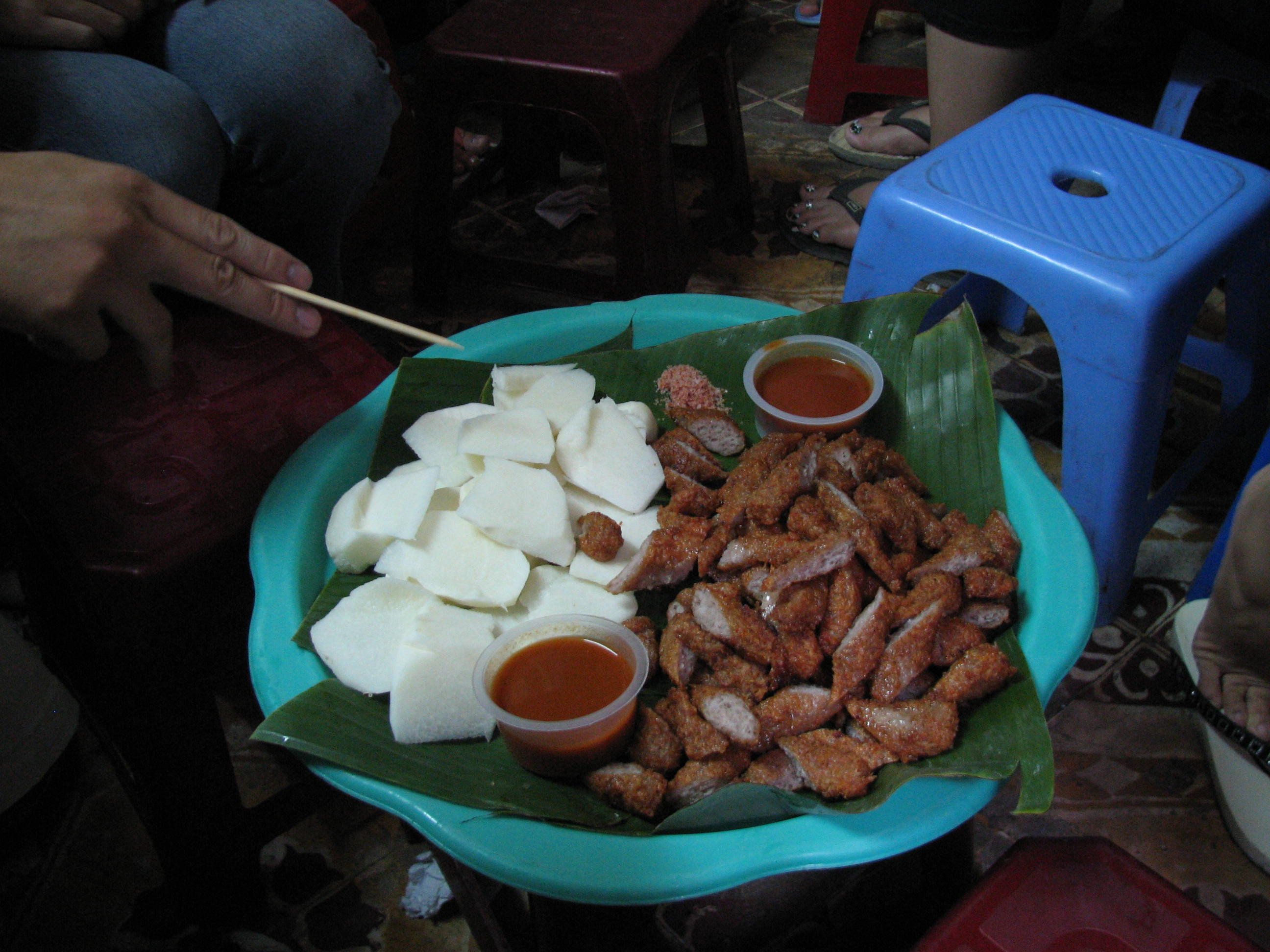

Nem chua rán nằm trong số những món ăn vỉa hè bẩn nhất, bởi từ nguyên liệu tới cách chế biến hầu như đều không đảm bảo. Nem chua và nem chua rán có nguyên liệu gần giống nhau, với bì và thịt lợn là thành phần chính được phối trộn với nhiều gia vị, thì về độ tươi của nguyên liệu có thể nói lại trái ngược nhau. Trong khi nem chua sống cần sử dụng thịt lợn thật tươi, sạch để chế biến nếu không sẽ khiến nem mốc hay hỏng, và người ăn rất dễ phát hiện ra mùi vị khác thường; nem chua rán lại được tẩm bột và chiên ngập trong dầu nên về cảm quan rất hấp dẫn, nhưng thực khách thường không thể nhìn thấy màu sắc thật sự của chiếc nem và chất lượng của thực phẩm làm ra nem. Vì lợi nhuận, có những người chế biến thực phẩm sử dụng nguyên liệu ôi thiu, ngâm tẩm hóa chất trôi nổi trên thị trường để khử mùi (như Na2SO3, NaHSO, KHSO3, SO2) nhằm chế biến ra những chiếc nem rẻ, giá cả cạnh tranh với những cơ sở sản xuất khác. Nem khi rán lại được chiên trong dầu ăn đã chiên đi chiên lại nhiều lần và bày bàn ăn trong môi trường đầy ô nhiễm, bụi bặm của đường phố nên chứa nhiều hóa chất độc hại, vi khuẩn và ký sinh trùng gây bệnh.
Có thời điểm tại Hà Nội còn rộ lên tin đồn nem chua rán (cùng một số món ăn đường phố khác) được người bán tẩm gia vị có chất gây nghiện, khiến thực khách ăn một lần là nghiện. Tuy nhiên sau khi kiểm nghiệm 5 mẫu nem chua rán, 5 mẫu xúc xích và 5 mẫu thịt xiên trên địa bàn Hà Nội, Cục An toàn thực phẩm công bố kết quả kiểm định cho thấy cả 15/15 mẫu không phát hiện morphin hay codein vốn là các chế phẩm từ thuốc phiện.